# Jardines Queens de Townsville
El Jardines Queens de Townsville, (inglés: Queens Gardens, Townsville) es uno de los tres jardines botánicos de Townsville, que tiene 4 hectáreas de extensión, Queensland, Australia. 
El código de reconocimiento internacional de "Queens Gardens, Townsville" como miembro del "Botanic Gardens Conservation International" (BGCI), así como las siglas de su herbario es QPTWV.

## Localización e información
El "Queens Gardens" se encuentra ubicado en el suburbio de "North Ward", en la base de "Castle Hill", estando cerca tanto del centro de la ciudad como del parque junto a la playa "The Strand". 
Queens Gardens, Townsville Townsville City Council, PO Box 1268, Townsville, Queensland 4814 Australia.
Planos y vistas satelitales.19°15′10.8″S 146°48′35.28″E / -19.253000, 146.8098000
Se encuentra abierto todos los días del año.
Las colecciones botánicas se han desarrollado en tres jardines separados que juntos forman los "Townsville Botanic Gardens". Además del Queens Gardens están los jardines botánicos de Anderson Gardens en "Mundingburra" y el Palmetum en "Annandale".

## Historia
Los jardines fueron establecidos formalmente en 1870, y conocidos en aquel momento como "Botanical Gardens Reserve". Estos representaron un jardín de aclimatación, parte de la planificación agrícola de la ciudad colonial, para el suministro de alimentos locales y el desarrollo de la agroindustria. Con 40.5 hectáreas (100 acres) de tierra fueron cultivadas inicialmente para una variedad de especies exóticas, incluyendo el cacao, las palmas de aceite africanas y mangos. Algunos de los "hoop pines" (Araucaria cunninghamii) y "black beans" (Castanospermum australe) plantados en aquel momento todavía están creciendo hoy y pueden ser los más viejos especímenes cultivados de Australia.
A finales del siglo XIX este industrioso jardín comenzó su transformación en un parque recreacional formal. Esto fue interrumpido brevemente durante la Segunda Guerra Mundial cuando los jardines del Queens actuaban como base militar para 100.000 soldados americanos. Los jardines fueron reajustados extensamente en 1959 por Sr. Alan Wilson (superintendente de parques) que también diseñó el arboreto de Townsville de los Jardines de Anderson. Debido a las necesidades de crecimiento de la ciudad y del desarrollo residencial, los jardines son actualmente un décimo de su tamaño original.

## Colecciones botánicas
Entre sus secciones se encuentran:
- La selva, está comprimida representación de una selva tropical ofrece un extenso dosel forestal del árbol de lluvia (Albizia saman), de higueras del Banyan (Ficus benghalensis) y del pino lechoso (Alstonia scholaris) a lo largo del límite de la "Gregory Street". Una red de serpenteantes senderos sumerge al visitante con una recreación de sotobosque con enormes palmas, aroid, heliconias, cycas y bromelias.
- La rosaleda de Isabella Phillips, contiene un muestrario de rosas floribunda, una fuente histórica y urnas ornamentales de terracota. Es un área popular para celebraciones de bodas.
- El jardín de la "Herb Society", está mantenido predominantemente por la sociedad de la hierba de Townsville en donde esta ha establecido una representación excelente de las hierbas que crecen bien en el clima de la zona.
- Árboles, contiene árboles tropicales nobles maduros que ayudan a crear un ambiente fresco, sombrío en muchas localizaciones, mientras que proporciona la estructura y la grandeza. Algunos de los especímenes más notables son el higo blanco (Ficus virens var. virens), mango común (Mangifera indica), ceniza de la bahía de Moreton (Corymbia tesselaris), pino lechoso (Alstonia scholaris) y el árbol de lluvia (Albizia saman) en la "Kennedy Lane Entrance".
- Colección Frangipani, el emblema floral de los "Queens Gardens" está representado por una colección de especies del Frangipani (Plumeria) que crecen de modo natural asilvestradas, junto con una selección de los cultivares y de las rarezas más magníficas. El Frangipani exuda la herencia y el ambiente colonial de este jardín.
- Exhibición de plantas perennes en lechos florales, una mezcla tropical de palmas, cycas, bromelias, plantas suculentas y herbáceas perennes proporcionan color y simetría imponentes todo el año a lo largo del eje primario. Flanqueado por filas de las palmas del bastón de oro (Dypsis lutescens) y puntuado por las majestuosas palmas datileras de plata (Phoenix sylvestris).
- El prado de la palma, con colección interesante de palmas; se exhiben varias especies interesantes e inusuales. Desde especímenes altísimos de Livistona y Washingtonia a brillantes coloreadas Bismarckia y Latania. Una palma de los viajeros (Ravenala madagascariensis) y la planta del sombrero de Panamá (Carludovica palmata)) también se plantan en el césped.
- Colecciones de plantas de Nueva Zelandia, especialmente cultivares.

Además hay un pequeño aviario con pavos reales, loris y loriquetes y cacatúas de cresta sulfúrea.